# Maurice de Berkeley (4e baron Berkeley)
Pour les articles homonymes, voir Maurice de Berkeley et Berkeley.
Maurice de Berkeley (v. 1330 – 8 juin 1368), 4e baron Berkeley, dit le Vaillant, est un important membre de la noblesse anglaise du XIVe siècle, qui s'est particulièrement distingué militairement au cours de la guerre de Cent Ans. 

## Biographie
Maurice de Berkeley est issu de la famille de Berkeley, qui est l'une des plus influentes du Gloucestershire et des Marches galloises au début du XIVe siècle. Il est le fils aîné de Thomas de Berkeley, 3e baron Berkeley, et de Marguerite Mortimer, fille de Roger Mortimer, 1er comte de March, et de Jeanne de Geneville, 2e baronne Geneville. Dans son ouvrage intitulé Lives of the Berkeleys qu'il publie au début du XVIIe siècle, John Smyth affirme que Maurice naît à la fin de la quatrième année du règne d'Édouard III, ce qui placerait sa naissance fin 1330, au moment où son grand-père maternel Roger Mortimer est exécuté pour haute trahison. Son enfance est totalement inconnue, hormis le fait que sa mère Marguerite meure le 5 mai 1337, alors qu'il a six ans tout au plus.
En août 1338, Maurice est marié à l'âge de sept ans à Élisabeth le Despenser, dernière fille d'Hugues le Despenser, 1er baron le Despenser, et d'Éléonore de Clare, 6e dame de Glamorgan. Son épouse est un peu plus âgée que lui : elle a vraisemblablement douze ans lors de la cérémonie. Ces noces ont pour but de réconcilier les familles Mortimer et de Berkeley avec la famille le Despenser. En effet, Hugues le Despenser avait été responsable de l'emprisonnement des parents de Maurice entre 1322 et 1326, tandis que Roger Mortimer a ordonné en 1326 l'exécution du père d'Élisabeth et l'incarcération de sa mère. Hugues, le frère aîné d'Élisabeth, accorde 1 000 marcs pour la dot de sa sœur, tandis que Thomas de Berkeley offre au couple le manoir de Hurst, dans le Berkshire.
Maurice de Berkeley entame très tôt sa carrière militaire. Dès 1337, il accompagne son père lors des guerres d'Écosse. Il semble être rapidement adoubé et passe deux années à Grenade entre 1342 et 1344, supposément pour l'empêcher de cohabiter dès ce jeune âge avec son épouse Élisabeth, si l'on croit John Smyth. Mais la raison de ce séjour pourrait s'expliquer également par les négociations de mariage que viennent entreprendre en 1343 William Montagu, 1er comte de Salisbury, et Henri de Grosmont, 1er comte de Derby, avec le roi Alphonse XI de Castille, qui mène alors le siège d'Algésiras. Assurément, Maurice de Berkeley est de retour en Angleterre le 11 avril 1344, date à laquelle il assiste à un don en terres fait par son oncle Maurice en faveur de son tuteur William de Syde.
Surnommé par le chroniqueur Geoffrey le Baker « ce héros digne de son illustre lignée », Maurice accompagne le prince de Galles Édouard de Woodstock lors des chevauchées de 1355 et de 1356 menées contre les Français dans le cadre de la guerre de Cent Ans. Il reçoit même un destrier comme présent de la part du prince. Mais il est grièvement blessé et capturé par un certain Jean de Bouch le 19 septembre 1356 lors de la bataille de Poitiers. Maurice est emprisonné pendant quatre ans et doit acquitter une rançon de 2 000 livres. Libéré à l'automne 1360, il doit encore à Jean de Bouch 1 080 livres et promet dans une déclaration faite à Calais le 28 octobre, à laquelle Henri de Grosmont sert comme témoin, qu'il s'engage à achever de payer cette somme.
Le 27 octobre 1361, Thomas de Berkeley meurt et Maurice lui succède comme baron Berkeley. Ses blessures à Poitiers semblent l'avoir rendu invalide, puisqu'il mène une existence très discrète jusqu'à sa mort. Son état physique est tellement déplorable qu'il ne peut assister en novembre 1367 au mariage de son fils aîné Thomas, bien qu'il se soit acheté un costume d'or pour célébrer l'événement. Il meurt quelques mois plus tard au château de Berkeley, le 8 juin 1368, apparemment des suites de ses blessures. Après sa mort, il est inhumé aux côtés de sa mère Marguerite Mortimer à la cathédrale de Bristol. Il est remplacé dans ses titres et terres par son fils aîné Thomas, tandis que son épouse Élisabeth, qu'il avait désignée comme son exécutrice testamentaire, se remarie en 1372 en secondes noces avec le chevalier Maurice Wyth et lui survit jusqu'en 1389. Elle se fait inhumer à St Botolph-without-Bishopsgate, aux côtés de son second époux.

## Descendance
De son mariage avec Élisabeth le Despenser, Maurice de Berkeley a sept enfants :
- Thomas de Berkeley (5 janvier 1353 – 13 juillet 1417), 5e baron Berkeley, épouse Margaret de Lisle ;
- James de Berkeley (v. 1355 – 13 juin 1405), épouse Elizabeth Bluet ;
- John de Berkeley (v. 1357 – 1381) ;
- Maurice de Berkeley (v. 1358 – ?), épouse Jone Hereford ;
- Catherine de Berkeley (v. 1360 – ?) ;
- Agnès de Berkeley (v. 1363 – ?) ;
- Élisabeth de Berkeley (v. 1365 – ?).

Par son fils aîné Thomas, Maurice de Berkeley est l'ancêtre de plusieurs comtes anglais, dont ceux de Northampton, de Shrewsbury, de Worcester, de Devon, de Huntingdon et d'Essex, et de plusieurs ducs de la pairie anglaise, tels ceux de Somerset, de Beaufort, de Buckingham et d'Exeter.

## Postérité
Geoffrey le Baker offre dans ses chroniques un éloge à Maurice de Berkeley pour sa conduite à la bataille de Poitiers, qu'il décrit ainsi : 

« Il a fait des actes dignes d'éloges éternels contre les Français. Il plongea dans le bataillon du Dauphin [le futur Charles V le Sage, alors dauphin de France] et se coucha autour de lui avec son épée, ne pensant pas à la fuite tant qu'un Français restait debout devant lui... Ayant cassé sa lance, son épée et d'autres armes par la force de ses coups, il fut vaincu par la force des nombres, et pris en rançon, terriblement blessé et inconscient. »